# Slow West
Slow West è un film del 2015 diretto da John Maclean.

## Trama
Jay Cavendish è un giovane scozzese, innocente ma deciso a raggiungere il lontano West per ritrovare la sua amata Rose Ross, fuggita dalla Scozia insieme al padre per problemi con la giustizia. In questo viaggio verso l'ignoto viene affiancato da Silas Selleck, un taciturno e misterioso cacciatore di taglie, che si offre come guida protettiva in cambio di pochi soldi.
Vagando per le sterminate praterie, la strana coppia si ritrova in un vortice di incontri/scontri con milizie ammutinate, famiglie di rapinatori, antropologi truffatori, indiani delle foreste e bande di bounty killer, che man mano riveleranno al ragazzo scozzese il vero volto del West, fatto solo di violenza e sofferenza. L'America non è un paese per gli innocenti, e anche Jay sarà forzato a perdere il suo candore e a maturare, cominciando a guardare alla realtà con occhi meno sognatori e più disincantati.

## Riprese
Le riprese del film sono iniziate il 21 ottobre 2013 e si sono svolte principalmente in Nuova Zelanda e alcune tra gli altopiani scozzesi.

## Distribuzione
Il film è stato presentato al Sundance Film Festival 2015 il 24 gennaio e al Tribeca Film Festival nel mese di aprile. Il film è stato distribuito nelle sale statunitensi il 15 maggio 2015, ed è stato contemporaneamente distribuito sui servizi video on demand. In Italia il film è stato pubblicato il 1º agosto 2016 su Netflix.

## Accoglienza

### Critica
Sul sito Rotten Tomatoes ha ottenuto il 93% delle recensioni professionali positive con un voto medio di 7,5 su 10, basato su 126 recensioni.

### Incassi
Nel nord America il film ha incassato 229.094 dollari e 1,3 milioni a livello globale.

## Riconoscimenti
- 2015 - Sundance Film Festival
  - Premio della giuria: World Cinema Dramatic
- 2016 - Irish Film and Television Award
  - Candidatura alla miglior fotografia a Robbie Ryan